# Mistrzostwa Nordyckie w Zapasach 1991
Mistrzostwa odbyły się w szwedzkim mieście Varberg, 6 kwietnia 1991 roku.

## Tabela medalowa
Gospodarz zawodów został zaznaczony kolorem.
| Poz. | Państwo   |    |    |    | Łącznie |
| ---- | --------- | -- | -- | -- | ------- |
| 1    | Szwecja   | 5  | 4  | 3  | 12      |
| 2    | Finlandia | 4  | 5  | 4  | 13      |
| 3    | Norwegia  | 1  | 1  | 2  | 4       |
| 4    | Dania     | 0  | 0  | 1  | 1       |
|      | Łącznie   | 10 | 10 | 10 | 30      |

## Wyniki

### Styl klasyczny
| Konkurencja            | Złoto            | Srebro               | Brąz                |
| Kategoria do 48 kg     | Jaakko Pevra     | Anders Hammer        | Jim Stenlund        |
| Kategoria do 52 kg     | Tero Katajisto   | Sandor Csergoe       | Kimmo Itvola        |
| Kategoria do 57 kg     | Peter Stjernberg | Ismo Kamesaki        | Robert Olsson       |
| Kategoria do 62 kg     | Petteri Meskanen | Ari Pekka Haerkaenen | Mikael Lindgren     |
| Kategoria do 68 kg     | Terje Nord       | Lars Lagerborg       | Sakari Kaakkolahti  |
| Kategoria do 74 kg     | Peter Puls       | Torbjörn Kornbakk    | Anders Magnusson    |
| Kategoria do 82 kg     | Oerjan Jansson   | Tuomo Karila         | Seppo Salomaeki     |
| Kategoria do 90 kg     | Timo Niemi       | Mikael Ljungberg     | Stig Kleven         |
| Kategoria do 100 kg    | Jörgen Olsson    | Jukka Hellgren       | Sven Erik Martinsen |
| Kategoria ponad 100 kg | Tomas Johansson  | Keijo Manni          | Henrik Thomsen      |